# Disturbia (Lied)
Disturbia ist ein Lied der R&B-Sängerin Rihanna. Der Song wurde am 2. Juni 2008 als 7. Single aus Rihannas 3. Studioalbum Good Girl Gone Bad bzw. aus der Re-Release-Version Good Girl Gone Bad:Reloaded veröffentlicht. Produziert wurde der Song von Brian Kennedy. Rihanna stellte den Song bei den MTV Video Music Awards 2008 in Los Angeles vor.

## Hintergrund
Disturbia war eigentlich als Song für Rihannas damaligen Freund Chris Brown gedacht. Doch man entschied sich dann doch für eine weibliche Stimme. Da Rihanna durch Chris Brown sehr naheliegend war, entschied man sich schnell für sie.

## Musikvideo
Das Musikvideo zu Disturbia wurde von Anthony Mandler und auch zum ersten Mal selbst von Rihanna produziert. Das Video wird als typisches „Bad-Dark-Girl-Video“ bezeichnet. Es sei zu vergleichen mit dem Video zu Fighter oder Dirty von Christina Aguilera. In dem Video kann man Rihanna in Szenen mit Zombie-artigen Gestalten tanzen sehen. Es zeigt zudem vereinzelte Elemente aus dem Bondage-Bereich.

## Kritik
Musikkritiker Bill Lamp meint, der Anfang des Songs erinnere stark an den damaligen Hit Blue (Da Ba Dee) von Eiffel 65. Der Song wurde sehr positiv bewertet und schon vor der Veröffentlichung auf einen Platz in den Top 10 geschätzt. Außerdem wurde der Song schon vor der Veröffentlichung als siebter Nummer-eins-Hit der US Dance-Charts geschätzt.

## Kommerzieller Erfolg

### Chartplatzierungen
Disturbia war der dritte Nummer-eins-Hit von Rihanna in den Billboard Hot 100 in den Vereinigten Staaten aus ihrem Erfolgsalbum Good Girl Gone Bad und ihr vierter insgesamt. In Deutschland schaffte es das Lied nur auf Platz fünf der Singlecharts. In Österreich und der Schweiz setzte sich das Lied auf Platz vier durch. In den britischen Singlecharts auf Platz drei. Außerdem stand Disturbia auf Platz eins während Take a Bow, ihre sechste Single aus Good Girl Gone Bad, auch noch in den Top 5 in den Vereinigten Staaten stand. Zusätzlich ist die Single auch als der Durchbruch des jungen Produzenten Brian Kennedy in der Pop-Welt zu sehen.
| ChartsChartplatzierungen       | Höchstplatzierung | Wochen |
| ------------------------------ | ----------------- | ------ |
| Deutschland (GfK)              | 5 (23 Wo.)        | 23     |
| Österreich (Ö3)                | 4 (27 Wo.)        | 27     |
| Schweiz (IFPI)                 | 4 (41 Wo.)        | 41     |
| Vereinigte Staaten (Billboard) | 1 (37 Wo.)        | 37     |
| Vereinigtes Königreich (OCC)   | 3 (36 Wo.)        | 36     |

| ChartsJahrescharts (2008)      | Platzierung |
| ------------------------------ | ----------- |
| Deutschland (GfK)              | 41          |
| Österreich (Ö3)                | 45          |
| Schweiz (IFPI)                 | 21          |
| Vereinigte Staaten (Billboard) | 16          |
| Vereinigtes Königreich (OCC)   | 18          |

| ChartsJahrescharts (2009)      | Platzierung |
| ------------------------------ | ----------- |
| Schweiz (IFPI)                 | 74          |
| Vereinigte Staaten (Billboard) | 77          |

| ChartsJahrescharts (2000–2009) | Platzierung |
| ------------------------------ | ----------- |
| Vereinigte Staaten (Billboard) | 64          |

### Auszeichnungen für Verkaufszahlen
| Land/Region                  | Auszeichnungen für Musikverkäufe (Land/Region, Auszeichnung, Verkäufe) | Verkäufe  |
| ---------------------------- | ---------------------------------------------------------------------- | --------- |
| Australien (ARIA)            | 3× Platin                                                              | 210.000   |
| Belgien (BRMA)               | Gold                                                                   | 15.000    |
| Brasilien (PMB)              | 2× Platin                                                              | 120.000   |
| Dänemark (IFPI)              | Platin                                                                 | 15.000    |
| Deutschland (BVMI)           | 3× Gold                                                                | 450.000   |
| Finnland (IFPI)              | —                                                                      | 3.514     |
| Italien (FIMI)               | Gold                                                                   | 35.000    |
| Kanada (MC)                  | —                                                                      | 145.000   |
| Neuseeland (RMNZ)            | Platin                                                                 | 15.000    |
| Schweden (IFPI)              | Gold                                                                   | 20.000    |
| Spanien (Promusicae)         | Gold                                                                   | 10.000    |
| Vereinigte Staaten (RIAA)    | 7× Platin                                                              | 7.000.000 |
| Vereinigtes Königreich (BPI) | 2× Platin                                                              | 1.200.000 |
| Insgesamt                    | 5× Gold · 17× Platin ·                                                 | 9.238.514 |

Hauptartikel: Rihanna/Auszeichnungen für Musikverkäufe